# داستين فيتزيمونز
داستين فيتزيمونز (بالإنجليزية: Dustin Fitzsimons)‏ هو ممثل أمريكي، ولد في 19 ديسمبر 1986 في سترلينغ في الولايات المتحدة.

## وصلات خارجية
- داستين فيتزيمونز على موقع IMDb (الإنجليزية)
- داستين فيتزيمونز على موقع قاعدة بيانات الفيلم (الإنجليزية)